# Сибтехгаз
Сибтехгаз имени Ф. И. Кима — завод по производству газов и газовых смесей. Основан в 1937 году. Расположен в Октябрьском и Ленинском районах Новосибирска, а также в Искитиме.

## История
Завод начал строиться в 1935 году. В 1937 году был введён в эксплуатацию. Предприятие находилось в ведении Наркомата химической промышленности СССР.
В период Великой Отечественной войны после установки на заводе эвакуированного оборудования существенно увеличилось производство балонного кислорода. Впоследствии производственные участки реконструировались.
В 1970-х годах была выведена из эксплуатации устаревшая техника, прекратили работу ацетиленовый и карбидный цеха из-за экологических последствий от их деятельности.
С 1978 года завод производит кислород, аргон, азот и газовые смеси.
На заводе отрабатывались процессы для их дальнейшего внедрения на другие предприятия.

## Продукция
Предприятие производит пищевые и технические газовые смеси, медицинский и технический кислород, азот, аргон и т. д.

## Руководители
- А. А. Ященко (1937—1939)
- С. Г. Сазонов (1939—1942)
- А. А. Артюхов (1942—1943)
- В. Ф. Борисов (1943—1944)
- М. В. Ольховский (1944—1946)
- Б. П. Стожик (1946—1948)
- К. А. Манин (1949—1956)
- Г. П. Пальм (1956—1959)
- С. А. Ким (1959—1964)
- Ф. И. Ким (1964—2000)
- Е. П. Стародубцев (2000—2001)
- Т. В. Ким (2001—)